# Tang Wuzong
Tang Wuzong (zijn persoonlijke naam was Li Chan) (2 juli 814 – 22 april 846) was keizer van de Chinese Tang-dynastie. Hij regeerde van 840 tot 846. 
Wuzong kwam op de troon na een periode van twintig jaar waarin het hof beheerst werd door machtige eunuchen. Zijn drie voorgangers, Muzong, Jingzong en Wenzong waren weinig meer dan marionetten in de handen van de eunuchen. Jingzong was bijvoorbeeld vermoord door een eunuchen-factie en Wenzong was feitelijk een gevangene in zijn eigen paleis. 
Met behulp van zijn eerste minister Li Deyu (787-850) wist Wuzong zich te bevrijden van de macht van de eunuchen en het keizerlijk gezag te herstellen. 
De regeringsperiode van Wuzong is vooral bekend vanwege de grootschalige vervolging van het boeddhisme. Wuzong was een fanatieke aanhanger van het taoïsme, maar had ook economische motieven om de rijke boeddhistische kloosters aan te pakken. De kloosters bezaten grote landgoederen die vrijgesteld waren van belastingen en corveediensten. In 845-846 werden 4.000 kloosters en 40.000 tempels verwoest. Per prefectuur werd nog maar één tempel toegestaan. Ongeveer 250.000 monniken en nonnen werden uit hun ambt gezet. Met de dood van Wuzong stopten de vervolgingen, maar het boeddhisme was zijn politieke en economische macht definitief kwijt. 